# PET-flaska

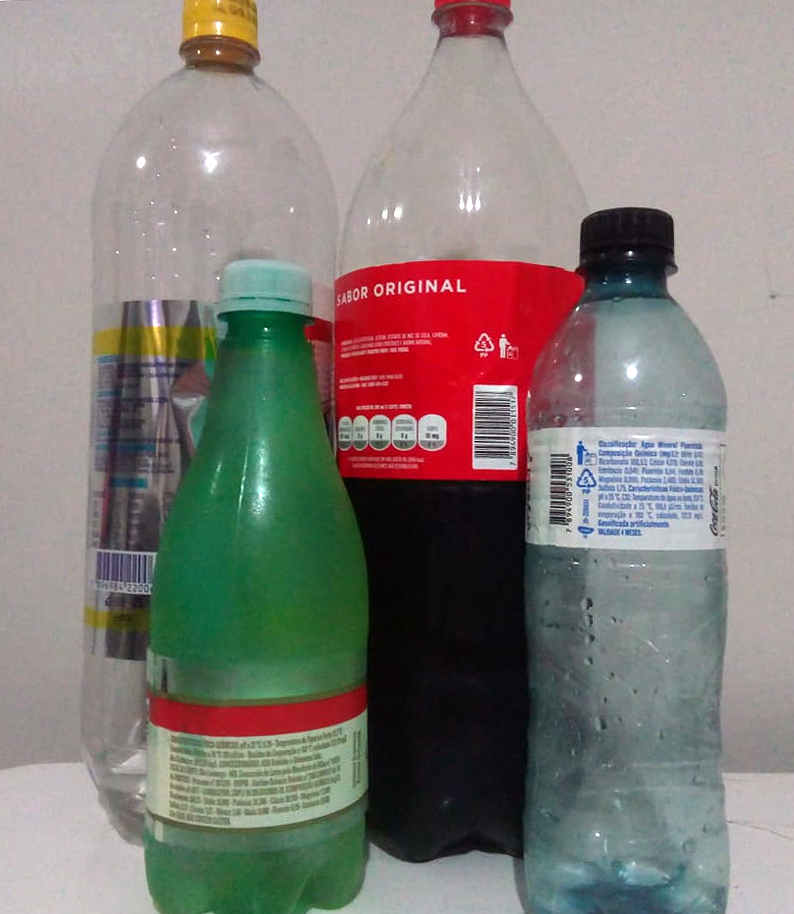
Olika typer av PET-flaskor.

PET-flaska eller petflaska är en typ av plastflaska tillverkad av materialet polyetylentereftalat (PET) som används som behållare för läskedrycker och vatten.
PET-flaskor kan jämfört med aluminiumburkar formges relativt fritt, vilket många producenter av läskedrycker och mineralvatten utnyttjar som del i sin marknadsföring. Flaskorna tillverkas i allmänhet genom formblåsning. Flaskorna säljs i vissa länder mot pant som återfås när flaskan lämnas till återvinning.
Den 3 juli 2024 trädde ett EU-direktiv i kraft som innebär att plastkapsylen måste vara fastsatt i flaskan. Syftet är att förenkla pant och återvinning samt minimera risken att korken glöms kvar i exempelvis naturen. I mitten av 2023 hade en del tillverkare redan genomfört omställningen. Samtidigt reagerade vissa konsumenter på att förändringen gör det svårare att hälla ur flaskan och sätta tillbaka korken på den.

## Sverige
Före 2009 fanns det i Sverige större och tjockare flaskor som diskades och återfylldes. De tjocka flaskorna var förr vanliga men blev allt ovanligare för att till slut utgå helt. De tjocka flaskorna har ersatts med de tunnare flaskorna. Detta berodde delvis på hygieniska skäl då flaskorna var svåra att rengöra. De tunnare flaskorna återfylls inte, utan de insamlade PET-flaskorna mals ner till flingor som omvandlas till provrörsliknande plasttuber. Dessa plasttuber blåses därefter upp till nya flaskor. I Sverige är det Returpack i Norrköping som har hand om insamlingen av PET-flaskorna. Vägg i vägg ligger Cleanaway PET som mal ner och renar plasten. Sedan är det bryggerierna som blåser upp plasttuberna till nya flaskor.
Coca Cola var sist med att använda de hårda flaskorna, men 30 juli 2008 upphörde även Coca Cola med dessa och använder sedan dess enbart de tunna flaskorna. Spendrups slutade tidigare med de hårda flaskorna, och den 30 juni 2007 var den sista dagen det gick att panta deras hårda PET-flaskor. Den 1 juli 2008 upphörde panten på PET-flaskor som innehöll 1,5 liter och hade 4-kronorspant. Samma typ av hårda flaskor har också funnits i vissa andra länder under samma tid.

## Tyskland och Österrike
I Tyskland används fortfarande (2023) hårda PET-flaskor till främst mineralvatten och i Österrike har de återlanserats efter att ha varit borta från marknaden sedan år 2009.